# Sonny Simmons
Huey 'Sonny' Simmons (Sicily Island, Louisiana, 4 augustus 1933 - 6 april 2021) was een Amerikaanse jazzmuzikant in de free jazz. Hij speelde altsaxofoon en althobo.

## De beginjaren
Simmons was de zoon van een pastoor, die ook drumde, en een koorzangeres. Hij groeide op in Oakland, California, waar hij begon op de hobo. Simmons is met Vinny Golia een van de weinige musici in de jazz die dit instrument bespeelt. Op zijn zestiende ging hij, onder de indruk van Charlie Parker, tevens de altsaxofoon spelen, wat zijn belangrijkste instrument werd. Hij speelde aanvankelijk in rhythm & blues-bands, maar kwam uiteindelijk in de jazz terecht, waar hij speelde met onder meer Sonny Stitt, Cal Tjader en Dexter Gordon. In 1961 deed hij ervaring op in de band van Charles Mingus (naast onder andere Rahsaan Roland Kirk). In 1962 richtte hij met Prince Lasha een eigen groep op, die met onder meer Bobby Hutcherson en Gary Peacock bekendheid kreeg. De band bracht twee platen uit op Contemporary Records. Simmons speelde in die tijd mee op opnames van Elvin Jones/Jimmy Garrison en Eric Dolphy.

## Barbara Donald
In 1964 leerde hij de trompettiste Barbara Donald kennen, waarmee hij trouwde. Het stel woonde op verschillende plekken in Californië en kreeg twee kinderen. De twee werkten ook muzikaal samen, wat leidde tot verschillende albums (bijvoorbeeld 'Staying on the Watch' en 'Music from the Spheres'). Zijn familieleven en latere huwelijksproblemen zorgden ervoor, dat Simmons' muzikale loopbaan in het slop kwam. In de jaren zeventig is maar één album van hem verschenen. Na zijn scheiding rond 1980 volgde een daklozenbestaan, dat hij voornamelijk doorbracht in de straten van San Francisco.

## Comeback
Begin jaren negentig maakte Simmons toch een comeback. Hij ging spelen in nachtclubs en maakte verschillende albums. Halverwege de jaren negentig speelde hij op Europese festivals, zoals Moers Festival en Saalfelden Jazz Festival. Ook in de jaren erna was Simmons te horen op festivals in Europa. Hij nam platen op met onder meer Reggie Workman en Horace Tapscott. In 2000 richtte hij met de saxofonist en klarinettist Michael Marcus de band Cosmosamatics op, waarmee hij tot 2013 regelmatig een album opnam. Daarnaast bracht hij op verschillende jazzlabels meer dan tien albums uit.

## Discografie

### Als bandleider
- Staying on the Watch (ESP-Disk, 1966)
- Music from the Spheres (ESP-Disk, 1968)
- Manhattan Egos (Arhoolie, 1968)
- Rumasuma (Contemporary, 1969)
- Burning Spirits (Contemporary, 1971)
- Backwoods Suite (West Wind, 1982)
- Global Jungle (Deal With It, 19908)
- Ancient Ritual (Qwest/Reprise, 1994)
- American Jungle (Qwest/Warner Bros, 1968)
- Tales of the Ancient East (Parallactic, 2001)
- Jewels (Boxholder, 2004)
- The Future Is Ancient (2004)
- The Traveler (Jazzaway, 2005)
- I'll See You When You Get There (Jazzaway, 2006)
- Last Man Standing (Jazzaway, 2007)
- Ecstatic Nostalgia (Hello World!, 2007)
- True Wind (Hello World!, 2008)
- Atomic Symphony (Jazzaway, 2009)
- Symphony of the Peacocks (met Delphine Latil), (Improvising Beings, 2011)
- Beyond the Planets (Improvising Beings, 2013)
- Leaving Knowledge, Wisdom and Brilliance (Improvising Beings, 2014)
- Reincarnation (met Barbara Donald), Arhoolie, 2015)

Met The Cosmosamatics (selectie)
- Reeds & Birds (Not Two, 2004)
- Free Within the Law (Not Two, 2007)
- Jazz Maalika (Saptakjazz, 2013)

Met Moksha Samnyasin
- Nomadic (Svart, 2014)

### Als 'sideman'
Met Prince Lasha
- The Cry! (Contemporary, 1962)
- Firebirds (Contemporary, 1967)

Met Elvin Jones/Jimmy Garrison
- Illumination! (Impulse!, 1963)

Met Eric Dolphy
- Conversations (1963)
- Iron Man (1963)

Met Robert Stewart
- Happy Birthday Trane (Armageddon, 1999)